# Miłosz Bembinow
Miłosz Bembinow (ur. 1 stycznia 1978 w Warszawie) – polski dyrygent i kompozytor, prezes Stowarzyszenia Autorów ZAiKS.

## Życiorys
Studiował kompozycję u prof. Stanisława Moryto i dyrygenturę u prof. Antoniego Wita w warszawskiej Akademii Muzycznej im. Fryderyka Chopina. Pracuje jako adiunkt na Uniwersytecie Muzycznym Fryderyka Chopina. Dyrygował m.in. Narodową Orkiestrą Symfoniczną Polskiego Radia w Katowicach, orkiestrą Sinfonia Varsovia, Polską Orkiestrą Radiową w Warszawie, a także orkiestrami filharmonii w Jeleniej Górze, Kielcach i Koszalinie. Od 2000 roku jest kierownikiem muzycznym współzałożonej przez siebie Orkiestry Kameralnej „Forum Ensemble”.
Laureat wielu konkursów kompozytorskich. Jego dorobek twórczy obejmuje zarówno utwory solowe, kameralne, chóralne, orkiestrowe i oratoryjne, jak i muzykę rozrywkową oraz filmową. Album CD&DVD „Łukaszewski i Bembinow – kolędy i pastorałki” osiągnął w 2011 roku status Złotej Płyty DVD, a w roku 2013 także Platynowej Płyty DVD i Złotej Płyty CD.
Jest jednym z głównych inicjatorów festiwalu Uczniowskie Forum Muzyczne oraz Ogólnopolskiego Konkursu Kompozytorskiego Uczniowskiego Forum Muzycznego (w 2013 roku miała miejsce XVII edycja festiwalu i XIV konkursu). W latach 2003–2007 pełnił funkcję prezesa Stowarzyszenia Polskiej Młodzieży Muzycznej „Jeunesses Musicales”. W latach 2008–2009 był wicedyrektorem międzynarodowego projektu Keimyung-Chopin Academy of Music w Daegu, w Korei Południowej. Do 2011 roku był prezesem Fundacji Inicjatyw Artystycznych „Sfera Harmonii”. Od 2021 pełni funkcję Przewodniczącego Rady Fundacji Eksportu Polskiej Muzyki – Music Export Poland.
W Stowarzyszeniu Autorów ZAiKS pełnił funkcje: wiceprzewodniczącego Zarządu Stowarzyszenia Autorów ZAiKS, przewodniczącego Sekcji A Autorów Dzieł Muzycznych, przewodniczącego Komisji Wydawniczej, od czerwca 2022 roku jest prezesem.

## Wybrane kompozycje
- Veni Sancte Spiritus na chór mieszany a cappella (1996)
- Ave maris stella na chór mieszany a cappella (1999)
- Sześć Obrazów na wiolonczelę i orkiestrę smyczkową (2000)
- prochem i cieniem jesteśmy... na mezzosopran solo i orkiestrę kameralną (2000)
- Seven Gates To Happiness  (2001)
- Mała Fantazja na orkiestrę smyczkową (2003)
- Amor vincit omnia na orkiestrę symfoniczną, chór mieszany, mezzosopran i baryton (2011)

## Odznaczenia, nagrody i wyróżnienia
- Stypendium Fundacji im. Józefa Elsnera (1994, 1996)
- I nagroda na Ogólnopolskim Konkursie Kompozytorskim Uczniów Szkół Muzycznych w Tarnowie za Sit venia verbo! na kwartet smyczkowy (1996)
- III nagroda na Ogólnopolskim Otwartym Konkursie Kompozytorskim im. Adama Didura w Sanoku za Lamento na tenor liryczny i fortepian (1996)
- Stypendium Artystyczne Ministra Kultury i Sztuki (1997)
- nagroda na Ogólnopolskim Festiwalu Kolęd i Pastorałek w Myślenicach za opracowanie na skrzypce i chór mieszany Cichej nocy (1997)
- I nagroda na Konkursie Kompozytorskim „Musica Sacra” w Częstochowie za Veni Sancte Spiritus na chór mieszany a cappella (1997)
- Stypendia naukowe Akademii Muzycznej im. Fryderyka Chopina w Warszawie (1998-2002)
- wyróżnienie na Ogólnopolskim Otwartym Konkursie Kompozytorskim im. Adama Didura w Sanoku za prochem i cieniem jesteśmy... na mezzosopran i orkiestrę kameralną (2001)
- wyróżnienie w Konkursie Młodych Kompozytorów im. Tadeusza Bairda w Warszawie za Seven Gates to Happiness na taśmę (2001)
- Stypendium Artystyczne Bawarskiego Ministerstwa Nauki i Sztuki, na pobyt w Międzynarodowym Ośrodku Artystów „Villa Concordia” (2003-2004)
- Stypendium Ministra Kultury RP „Młoda Polska” (2004)[4]
- Medal „Za zasługi dla UMFC” (2014)[5]
- Odznaka honorowa „Zasłużony dla Kultury Polskiej” (2015)[6]
- nagroda specjalna ZAiKS-u (2018, 2021)[7]
- nagroda 100-lecia ZAiKS-u (2019)[7]
- Brązowy Medal „Zasłużony Kulturze Gloria Artis” (2023)[8]